# جانيس فيدال
جانيس فيدال (بالصينية: 衛蘭) هي مغنية صينية، ولدت في 13 أبريل 1982 في هونغ كونغ البريطانية في المملكة المتحدة.

## وصلات خارجية
- جانيس فيدال على موقع IMDb (الإنجليزية)
- جانيس فيدال على موقع ميوزك برينز (الإنجليزية)
- جانيس فيدال على موقع قاعدة بيانات الفيلم (الإنجليزية)